# Americus (Georgie)
Americus je město v Sumter County, v Georgii, ve Spojených státech amerických. V roce 2011 žilo ve městě 17041 obyvatel.

## Demografie
Podle sčítání lidí v roce 2000 žilo ve městě 17013 obyvatel, 6374 domácností, a 4149 rodin. V roce 2011 žilo ve městě 7587 mužů (44,5%), a 9454 žen (55,5%). Průměrný věk obyvatele je 29 let.